# MO Весов
MO Весов (лат. MO Librae) — одиночная переменная звезда в созвездии Весов на расстоянии приблизительно 10139 световых лет (около 3108 парсеков) от Солнца. Видимая звёздная величина звезды — от +13,5m до +12,75m.

## Характеристики
MO Весов — пульсирующая переменная звезда типа RR Лиры (RRAB).